# Bruno Ciari
Bruno Ciari (Certaldo, 16 aprile 1923 – Bologna, 27 agosto 1970) è stato un pedagogista italiano.

## Biografia
Nato e cresciuto a Certaldo durante il periodo fascista, di origini molto umili, fu oppositore del regime, rifiutò la chiamata alle armi e si unì alla resistenza, combattendo nella Toscana meridionale insieme ad amici e compaesani nella Brigata Garibaldi "Spartaco Lavagnini".
Dopo l'armistizio, continuò la sua militanza nel Partito Comunista, di cui divenne segretario presso il comune di Certaldo, del quale comune fu anche vicesindaco.
Fu allievo di Ernesto Codignola presso la facoltà di Magistero di Firenze e risentì poi permanentemente della sua influenza, in particolare per l'insegnamento dei valori di libertà, giustizia e spirito critico nella vita scolastica. 
Nel 1955 inizio una stretta collaborazione con l’API (Associazione Pionieri Italiani).  
Si dedicò all'insegnamento e al lavoro nella scuola e si unì all'associazione di insegnanti italiani progressisti conosciuti come Movimento di Cooperazione Educativa con sede estiva (1958) a Frontale, in provincia di Macerata, in casa di Pino Tamagnini, altro valente educatore e cofondatore del MCE (1957).
Nel 1962 pubblicò il libro Le Nuove Tecniche Didattiche, presso gli Editori Riuniti, ed entrò a far parte della redazione della rivista «Riforma della scuola». Un periodo significativo della sua vita professionale fu anche quello trascorso - dal 1966 al 1970 - a Bologna, nella direzione delle attività parascolastiche ed educative del comune che, anche per il suo contributo, diventò un punto di riferimento per tutta la realtà italiana, in particolare per le esperienze della gestione sociale della scuola dell'infanzia e per la qualificazione della scuola a tempo pieno. 
Morì a soli 47 anni a Bologna per un tumore ed è sepolto a Certaldo.

## Pensiero
Fu complessivamente a favore di un'educazione democratica,  antiautoritaria e aconfessionale. La sua formazione si alimentò in particolare della lettura di John Dewey, Célestin Freinet, Antonio Gramsci e dei classici del marxismo. Il punto di partenza deweyano è lo stretto rapporto tra scuola e società; secondo Ciari, l'apprendimento non è un processo intellettualistico e individuale, ma risulterà tanto più efficace quanto più comunitario, sociale.
Come espresso in uno dei suoi lavori fondamentali, ossia "Le nuove tecniche didattiche" pubblicato nel 1961, Ciari parte dalla necessità di evidenziare il fine primario dell'attività didattica della scuola primaria che è quello di stimolare la formazione di attitudini al ragionamento e alla critica, per mezzo di "tecniché" che utilizzino le facoltà di ragionamento logico e critico. Sottolinea in più la differenza esistente tra tecnica e metodo, considerando il secondo, in linea generale, troppo strutturato e predefinito schematicamente, mentre le prime sono caratterizzate da una apertura e da una flessibilità nella loro ideazione e applicazione. A questo è collegata la riflessione sulla necessità di considerare il soggetto che è al centro dell'attività didattica, il bambino, non nella sua astrattezza, ma nella sua viva e ricca complessità, come personalità complessa che deriva dai suoi vissuti, sociali e familiari, ed in più non presi oggettivamente ma come da lo stesso filtrati e vissuti soggettivamente. Da qui la necessità di utilizzare tecniche e non metodi. La stessa Montessori ad esempio, forte della stessa consapevolezza, non parlò mai di "metodo Montessori".
L'esigenza di partire dal bambino, secondo Ciari non è così ovvia. Infatti già il primo giorno di scuola il maestro spesso, ha già tutto organizzato, dal programma di esercitazioni, al metodo di apprendimento; in questo modo però, già ha sbagliato in partenza, in quanto il bambino non può essere considerato in maniera astratta e schematica; "così facendo il bambino diventa subito schiavo del “procedimento”; la sua vera personalità, la sua esperienza di vita è rimasta fuori, e probabilmente, se non entra in principio nella scuola, non vi entrerà più."
Il maestro deve farsi "psicologo" e "sociologo", deve conoscere l'ambiente sociale in cui vive l'alunno, conoscere le famiglie e l'ambiente fisico in cui è cresciuto ma soprattutto, in che modo il fanciullo lo ha filtrato e assimilato. È necessario poi che il fanciullo accolga la scuola come "ambiente di vita". Il primo giorno di scuola dunque è importante per dare un'impronta positiva a quello che sarà il percorso scolastico e il maestro insegna giochi, racconta favole, vuol sapere i nomi, dove abitano gli alunni e altre informazioni personali che aiutano alla conoscenza reciproca. Una delle principali fonti di espressione per il bambino è quella orale, l'espressione orale è uno dei fondamentali modi di vivere del fanciullo nella comunità. L'espressione orale per Ciari coincide con una delle attività scolastiche.
L'atteggiamento del maestro in questi casi dovrà essere di attenzione premurosa a ciò che i ragazzi dicono e dargli anche degli spunti di riflessione. Secondo Ciari ogni giorno appena entrati sarà bene riunirsi intorno alla cattedra e narrare le proprie esperienze. Un'altra tecnica didattica indicata dal pedagogista è il gioco; il bambino sin da piccolissimo naturalmente si impadronisce della realtà attraverso esso, anche trasformandola. Mediante il gioco sdrammatizza e semplifica la realtà; anche le attività di apprendimento devono iniziare come un gioco. A lungo andare la vita scolastica porterà il bambino a porre l'accento sul lavoro senza mai però escludere le attività ludiche o di "fruizione" che soddisfano esigenze creative e hanno importanza per la creazione di un'atmosfera gioiosa. Per Ciari anche l'espressione attraverso il disegno e l'arte in generale, ha la sua importanza perché dà la possibilità al bambino di esprimere il suo contenuto interiore. Secondo Ciari il disegno è una delle più importanti attività espressive, infatti fin dalla preistoria gli uomini si esprimevano tramite i graffiti sulle caverne proiettando le proprie emozioni. Il disegno o la pittura costituiscono un linguaggio, un modo di comunicare diverso dal linguaggio fonico o linguistico.

## Opere
- Le nuove tecniche didattiche, Roma, Editori Riuniti, 1961.
- Osservazioni scientifiche. Per la scuola media, 3 voll., Firenze, Sansoni, 1965.
- Il libro di testo nella didattica moderna, con Aldo Pettini, Mario Lodi, Renzo Bonaiuti, Luisa Tosi, Ines Casanova, Renata Dellacasa, Daria Ridolfi, Firenze, La Nuova Italia, 1969.
- La grande disadattata, Roma, Editori Riuniti, 1972.
- I modi dell'insegnare, Roma, Editori Riuniti, 1972.